# Eriachaenium
Eriachaenium  es un género monotípico de plantas con flores pertenecientes a la familia de las asteráceas. Su única especie: Eriachaenium magellanicum, es originaria de Chile.

## Taxonomía
Eriachaenium magellanicum fue descrita por Carl Heinrich Bipontinus Schultz y publicado en Flora 38: 121. 1855.